# Rezidens wikipédista
A rezidens wikipédista vagy rezidens wikimédista (angolul: Wikipedian in residence, WiR) egy olyan Wikipédia-szerkesztő, aki egy kulturális intézményben (galéria, könyvtár, levéltár, múzeum) vagy felsőoktatásban dolgozik azzal a céllal, hogy elősegítse az intézmény munkájával és küldetésével kapcsolatos Wikipédia-szócikkek szerkesztését, ösztönözze és megszervezze az intézményi gyűjtemény nyílt licenc alatti közzétételét, illetve hogy kapcsolatot létesítsen a befogadó intézmény és a Wikimédia-közösség között. Általánosságban a rezidens wikipédista segít koordinálni a Wikipédiával kapcsolatos tájékoztató, bevonó eseményeket az intézmény és szélesebb közönség között. Ilyen esemény például a szerkesztési maraton (edit-a-thon).
Számos jelentős intézmény foglalkoztatott már rezidens wikipédistát, többek között a British Museum, a British Library, a Metropolitan Museum of Art, a varsói Nemzeti Könyvtár és a Dán Nemzeti Múzeum.

## Szerepe és feladatai

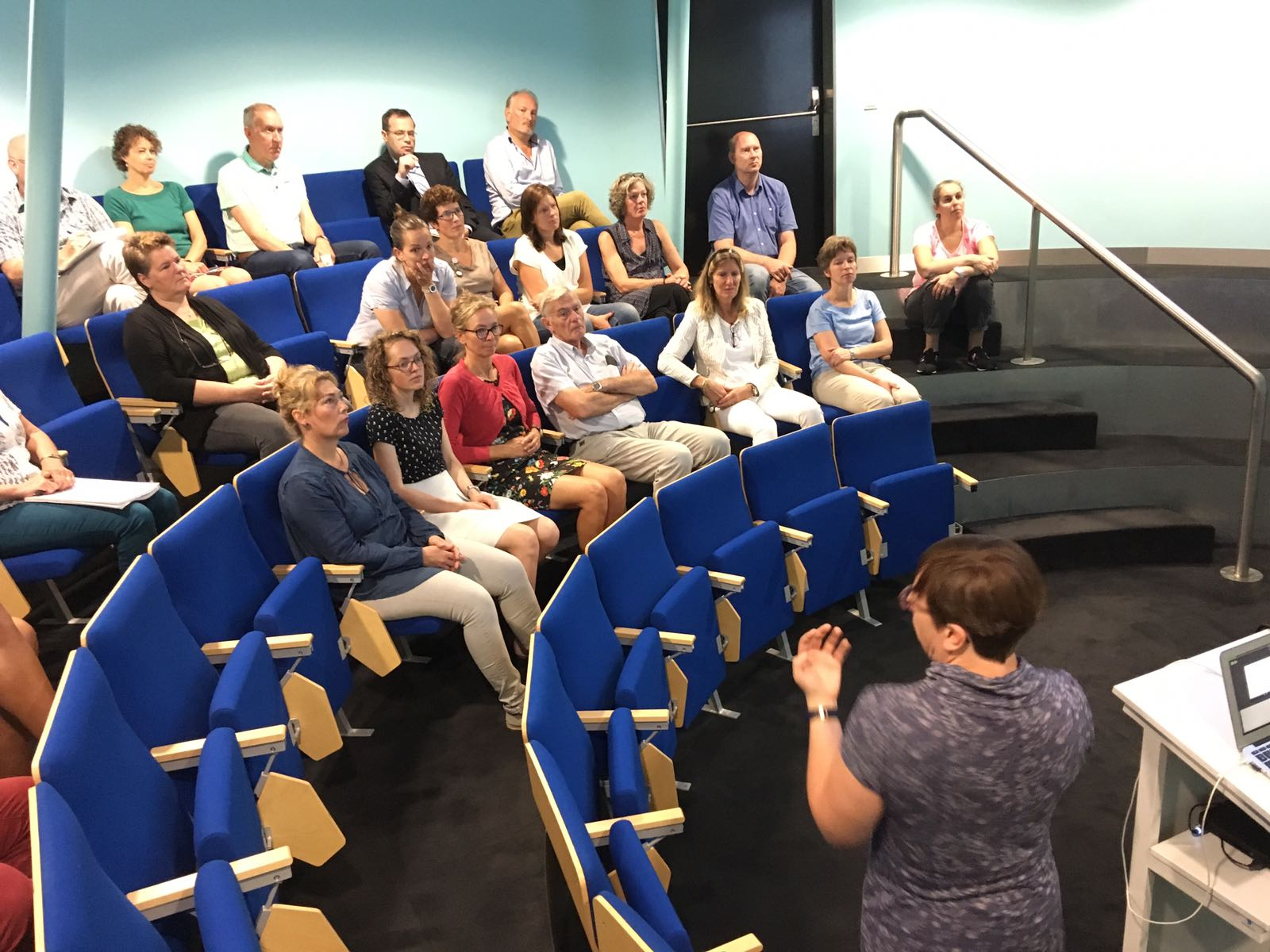
UNESCO rezidens wikipédista előadást tart egy holland levéltárban
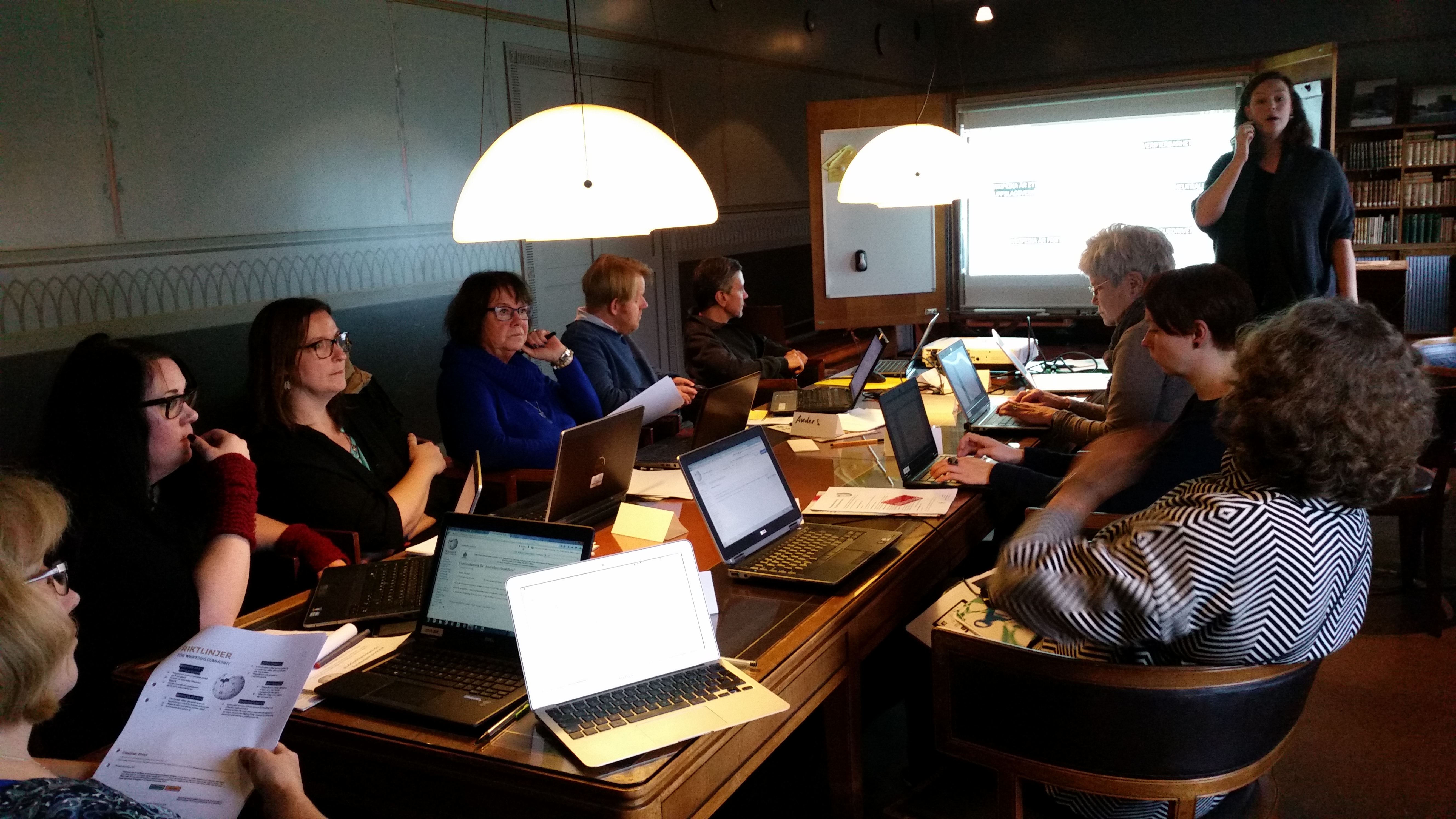
Wikipédista egy könyvtárosoknak szóló képzés közben Stockholmban
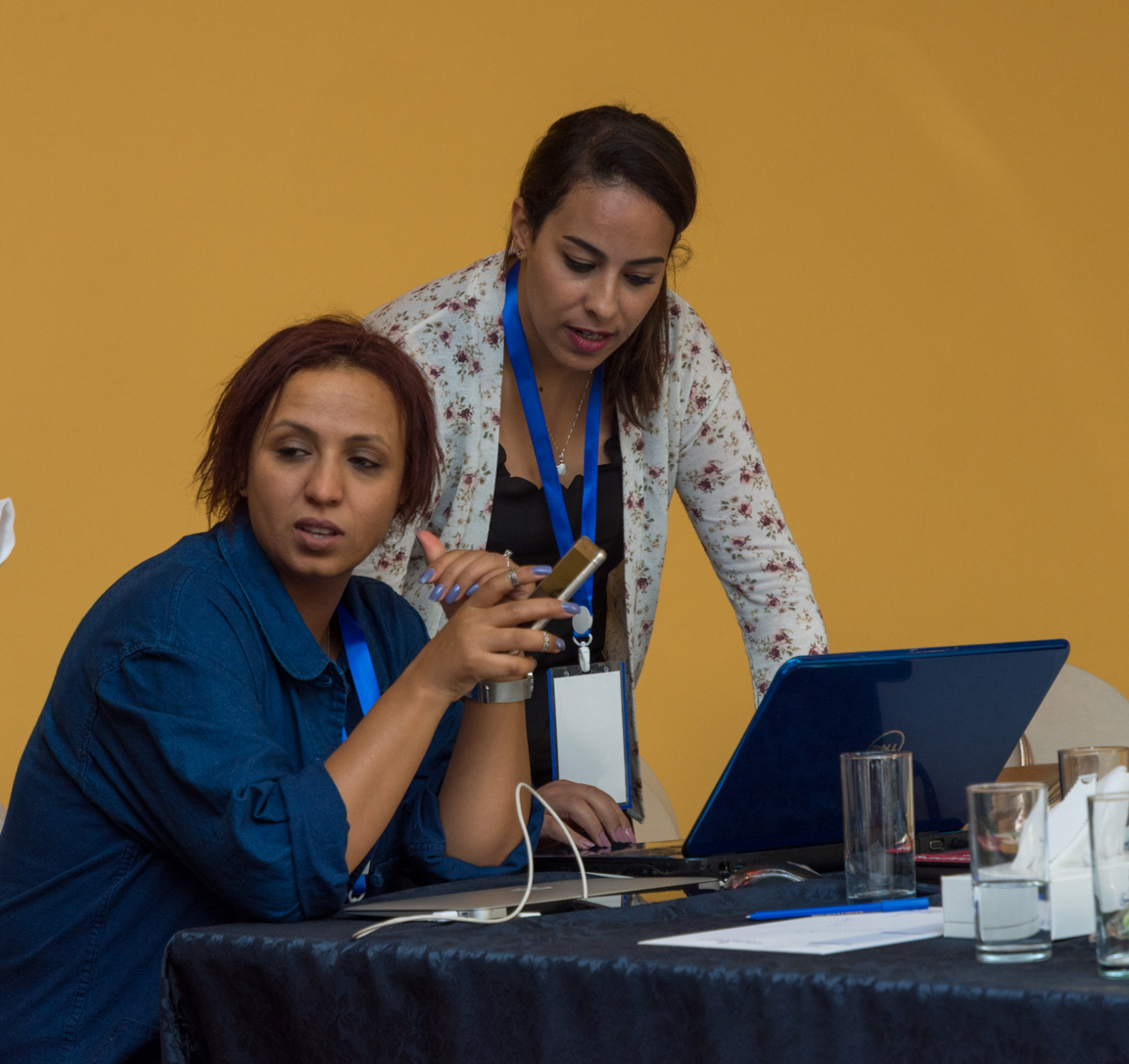
Wikipédisták, akik egyben könyvtárosok Tuniszban
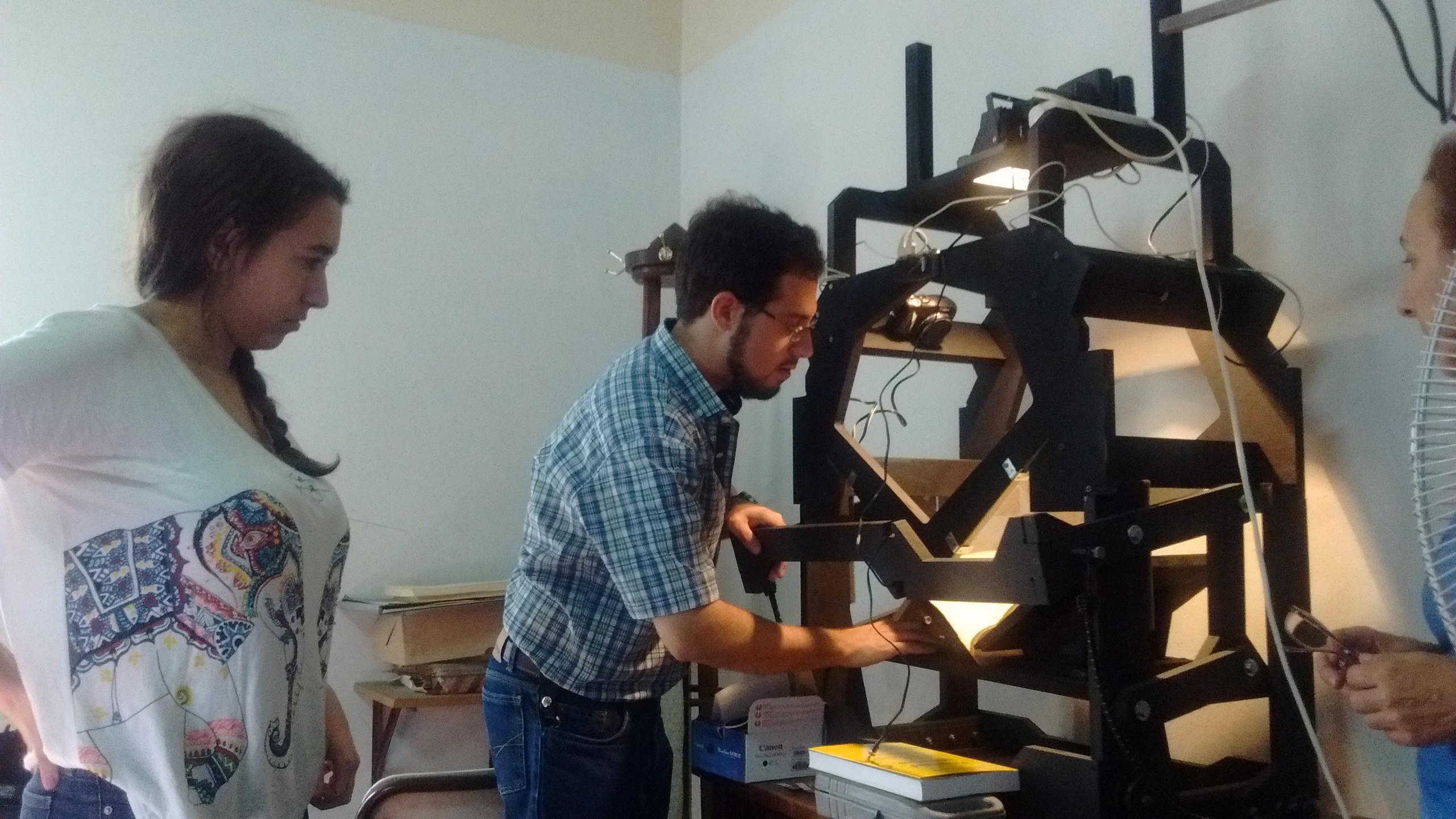
WiR oktatást tart a digitalizációról egy Buenos Aires-i levéltárban

A rezidens wikipédista elsődleges szerepe, hogy összekötő kapocsként szolgáljon a befogadó intézmény és a Wikimédia-közösség között azáltal, hogy olyan eseményeket szervez, illetve képzéseket tart, amelyek mindkét szervezet küldetését támogatják. Jellemzően ez magába foglalja a Wikipédia-szerkesztés oktatását, szerkesztési maratonok szervezését, illetve a dolgozók és a nyilvánosság tájékoztatását a Wikipédia gyakorlatáról és irányelveiről, például az érdekkonfliktusok kapcsán. A szerkesztési tevékenység részeként feladata lehet az intézmény gyűjteményéhez vagy küldetéshez kapcsolódó szócikkek bővítése, például egy fontos gyűjteményi elemről vagy egy adott szakterületről.
Egy másik gyakori formája az együttműködésnek a digitális gyűjteményeket érinti. A rezidens wikipédista tarthat képzéseket a digitalizációról, és segíthet feltölteni médiafájlokat (és azok metaadatait) Wikimédia Commonsra. A Wikimédia önkéntesei ezután ellenőrizhetik, lefordíthatják, kiegészíthetik a metaadatokat, kategorizálhatják a feltöltött anyagokat, és átgépelhetik, megszerkeszthetik a beszkennelt dokumentumokat a Wikiforrásban. Előfordul, hogy Wikimédia Commons leíró és kategorizáló funkciói kedvezőbbek az intézmény számára, mint a kereskedelmi szolgáltatásoké vagy a saját katalógusszoftverük. A Commonshoz adott anyagok felhasználhatóak a Wikipédiában is, mind a rezidens, mind a többi szerkesztő által.
Az együttműködés egy harmadik formája az adathalmazokra és API-kra fókuszál. Például az OCLC által alkalmazott rezidens wikipédista az intézmény WorldCat Search nevű API-ját integrálta a Wikipédia hivatkozási eszközébe, ezáltal felgyorsítva a forráshivatkozások hozzáadását a szerkesztők számára. Rezidens wikipédisták szintén segítettek az ORCID metaadatok és jogi nyilatkozatok adatainak integrálásában.
Egyes rezidensek rövid ideig, akár csak pár hétig dolgoznak, míg mások számára ez hosszútávú munkát jelent. Rövidebb időtartamú foglalkoztatás esetén fontos, hogy a munkát alaposan eltervezzék előre.

## Anyagi juttatás
Bár a Wikipédia ellenzi a fizetett cikkírást és tiltja a titkolt képviseletet, a rezidens wikipédistáknak engedélyezett, hogy a szponzoráló intézmény kompenzálja őket a Wikipédián végzett munkájukért – legyen az kredit, ösztöndíj vagy fizetés formájában –, amennyiben tartják magukat a szigorú irányelvekhez, és nem végeznek PR- vagy marketingtevékenységet az intézmény számára.